# Nationalistische factie (Spaanse Burgeroorlog)

Vlag van de nationalisten van 1936 tot 1938.

Vlag van het Franco-regime van 1938 tot 1945.

De nationalistische factie (Spaans: Bando nacional) was een van de strijdende partijen in de Spaanse Burgeroorlog (1936-1939). De leden van de nationalistische factie worden nationalisten (Spaans: nacionalistas) of rebellen genoemd. De Spaanse Burgeroorlog brak uit na de Spaanse staatsgreep van juli 1936 van de nationalistische factie tegen de Tweede Spaanse Republiek. De militaire staatsgreep werd gesteund door de Falange Española, CEDA, carlisten en alfonsisten. In 1937 fuseerden deze politieke groepen samen in de partijstructuur van de Falange Española onder leiding van generaal Francisco Franco. De nationalistische factie kreeg buitenlandse steun van onder andere nazi-Duitsland en het fascistische Koninkrijk Italië. De nationalistische factie won de burgeroorlog tegen de republikeinse factie, waarna Franco dictatoriaal regeerde over Spanje van 1939 tot 1975. De officiële naam van het franquistische regime was El Estado Español.
De naam nationalisten ter aanduiding van de supporters van de militaire staatsgreep werd geïntroduceerd door Joseph Goebbels na een bezoek van de afgevaardigde Spaanse nationalistische rebellen aan Duitsland op 24 juli 1936. De opstand werd door de nationalistische factie ook wel “La Cruzada” (de kruistocht) genoemd. De Spaanse nationalisten vochten voor de monarchie, rooms-katholicisme, nationalisme en centralisme, terwijl ze vochten tegen linkse ideologieën, liberalisme en de autonomie voor Catalonië en Baskenland. De meeste nationalistische groepen waren tegen de democratie. De machtsbasis van de nationalisten lag voornamelijk in Oud-Castilië, La Rioja, Navarra, Álava en delen van Cáceres in Extremadura.

## Nationalistische partijen
Een groot deel van het leger en de Guardia Civil steunden de staatsgreep van 17 juli 1936 tegen de Tweede Spaanse Republiek. Het belangrijkste onderdeel van het Spaanse leger aan de kant van de nationalisten was het Leger van Afrika. Het Leger van Afrika was gestationeerd in Spaans-Marokko om het Spaanse koloniale bewind te beschermen en had gevechtservaring opgedaan in de Rifoorlog. Het Leger van Afrika bestond uit het Spaanse Vreemdelingenlegioen en de Regulares. De Regulares waren gerekruteerd onder de Arabische bevolking van Spaans-Marokko en steunden de nationalisten voornamelijk voor het geld. Het Leger van Afrika stond bekend om hun wrede gedrag. Naast onderdelen van het leger, bestond de nationalistische factie uit onderstaande politieke partijen.

### Falange Española

Falange

De Falange Española was een fascistische partij opgericht door José Antonio Primo de Rivera. Hij was de zoon van de voormalige Spaanse dictator Miguel Primo de Rivera. De Falange werd in 1933 opgericht met financiële steun van alfonsistische monarchisten. Primo de Rivera was een grootgrondbezitter en verzekerde de rijke klassen in Spanje dat het Spaanse fascisme niet vijandig stond tegenover de rijken. In 1934 fuseerde de Falange met de Juntas de Ofensiva Nacional-Sindicalista (JONS). De Falange en JONS hadden volgens JONS-lid Thomás Bulnes de gemeenschappelijke principes: “Autoriteit, discipline, de ondergeschiktheid van de massa, bedwang van het kapitalisme in plaats van opheffing, een corporatistische Staat.” De Falange beschouwde het katholieke christelijke geloof als een essentiële “raciale” Spaanse traditie. Leden van de Falange werden in begin 1936 verplicht om katholieke kerkdiensten bij te wonen, te biechten en de Heilige Communie te doen. Een aantal katholieke priesters waren lid van de Falange.
De Falange werd gefinancierd door Renovación Española, de Banco de Vizcaya en zakenman Juan March. De Falange kreeg 50.000 peseta’s per maand van Benito Mussolini. De Falange probeerde voor het uitbreken van de burgeroorlog een chaotische atmosfeer te creëren door het plegen van aanslagen. Op 1 juni 1936 zegde José Antonio de definitieve steun van de Falange toe aan de militaire samenzweerders.
In de lente van 1936 verdubbelde het ledenaantal van de Falange naar 30.000 door de aanstroom van monarchisten en leden van de Patriottische Unie van Antonio’s vader. Na de uitbraak van de burgeroorlog nam het ledental nog meer toe. De Falange had in juli 1936 ongeveer 75.000 leden en groeide naar bijna één miljoen leden in december 1936. In september 1936 bestond het aantal gewapende falangisten uit 35.000 vrijwilligers en dat was op dat moment ongeveer 55 procent van alle niet-militaire troepen van de nationalisten. Door de ledengroei na de staatsgreep waren de oorspronkelijke falangisten in de minderheid geraakt en werd het oorspronkelijke economische programma afgezwakt. Door de afwezigheid van Jose Primo de Rivera kreeg Franco de mogelijkheid om in 1937 per decreet de fusie tussen de Falange en de andere partijen af te dwingen binnen de partijstructuur van de Falange. De nieuwe organisatie na de fusie stond officieel bekend als de Falange. Na de fusie nam de partij bij monde van Franco afstand van het fascisme als partijdoel, hoewel hij erkende dat er veel fascisten in de verenigde partij zaten. Ook bleef de fascistische groet gebruikelijk in de Falange. Franco wilde de gehele nationalistische zijde huisvesten in de Falange en ideologische starheid zou dat doel in de weg zou zitten. Onder Franco’s leiderschap promootte de Falange het nationaalkatholicisme.

### Carlisten

Carlisten.

De carlisten waren traditionalistische katholieken die streefden om Xavier van Bourbon-Parma tot koning van Spanje te maken. De carlisten waren tegen democratie, socialisme en scheiding van kerk en staat. De carlisten werden geleid door Manuel Fal Condé en de beweging had diens machtsbasis in Navarra. De carlisten waren met de falangisten de eerste ondersteuners van de militaire staatsgreep tegen de republiek. De carlisten eisten van Emilio Mola dat de democratie zou worden afgeschaft als de staatsgreep zou lukken. De carlistische beweging heeft een lange geschiedenis van gewelddadig verzet tegen het liberalisme sinds de Eerste Carlistenoorlog (1833-1840). Kolonel Ricardo Rada beschreef de carlisten als mensen “die geloven in de overwinning, die geloven in God; in een hand een granaat en in de andere een rozenkrans.” Op haar hoogtepunt hadden de carlistische milities ongeveer 42.000 manschappen, maar bij het einde van de burgeroorlog in april 1939 waren de inzetbare manschappen gedaald tot 23.000.

### Alfonsisten

De vlag van Spanje tijdens het bewind van Alfonso XIII.

De alfonsisten streefden naar de restauratie van de monarchie met Alfonso XIII van Spanje als koning. Na de val van de monarchie organiseerden de alfonsisten zich in de Renovación Española die nauwe banden had met de Spaanse legerleiding. Renovación Española financierde ook de Falange. In 1934 stuurden de alfonsisten en de carlisten een delegatie onder leiding van Antonio Goicoechea naar Rome om de Italiaanse dictator Benito Mussolini te ontmoeten. Bij deze ontmoeting beloofde Mussolini om geld en wapens te leveren voor een opstand tegen de republiek. Sinds 1934 pleitte de alfonsistische leider José Calvo Sotelo voor de invoering van een autoritaire corporatistische Staat. Sotelo maakte toespraken over een opstand tegen de republiek. In mei 1936 zegde Sotelo zijn steun toe aan generaal Emilio Mola. Ramón Serrano Suñer schreef in zijn memoires dat het oorspronkelijk de bedoeling was dat Calvo Sotelo de politieke aspecten van de staatsgreep zou leiden. Op 15 december 1938 kreeg de alfonsistische Koninklijke familie door een decreet van Franco’s regime hun staatsburgerschap en hun eigendommen terug. Alfonso XIII en de kroonprins maakten bekend dat ze zich beschouwden als “soldaten van Franco”. In 1947 werd afgesproken dat prins Juan Carlos de opvolger zou worden van Franco.

### CEDA

Confederación Española de Derechas Autónomas

De Confederación Española de Derechas Autónomas (Nederlands: Spaanse Confederatie van Autonome Rechtse Partijen) was een katholieke organisatie geleid door José María Gil-Robles y Quiñones de León. De CEDA nam na het bezoek van Gil-Robles aan een NSDAP-bijeenkomst in Neurenberg verschillende symbolen en denkbeelden van Adolf Hitler over. Gil-Robles beweerde dat de democratie slechts een middel was om een nieuwe staatsvorm te krijgen, waarbij het parlement of ondergeschikt of uitgeschakeld zou worden door de CEDA. De CEDA hield bijeenkomsten gelijkend op fascistische bijeenkomsten. Gil-Robles werd met “Jefe” aangesproken, wat het Spaanse equivalent was van Duce of Führer. De CEDA gaf in mei 1936 de verkiezingsfondsen aan staatsgreepleider Emilio Mola.

## Bevolking
De nationalisten haalden de meerderheid van hun steun uit de Spaanse midden- en bovenklasse. Naast diegene die al politiek actief waren bij de partijen die de staatsgreep steunden konden zij ook onder de doorsnee van de bevolking in het hele land op enige steun rekenen. Naast economische klasse speelde geloof een grote rol voor mensen die voor de nationalisten kozen. De seculiere beleidsmaatregelen van de republikeinse overheid en antiklerikaal geweld door extreemlinkse groeperingen zorgden er voor dat vele katholieke Spanjaarden een morele plicht voelde om de nationalisten te ondersteunen. Hoewel beide zijden door het gehele land wel enige steun genoten waren de nationalisten vooral populair onder de conservatieve inwoners van Castilië en de regio  Navarra waar veel Carlisten woonden. Hoewel veel Basken cultureel en religieus dicht bij de waarden van de nationalisten stonden zorgde de nationalistische weerstand tegen Baskische autonomie er voor dat de Basken toch voor de republikeinse zijde kozen. Hugh Thomas noemt Burgos, Salamanca en Pamplona als steden met een enthousiaste nationalistische aanhang. Toch kwamen ook steden met een links karakter onder nationalistisch bestuur. Voorbeelden hier van zijn Sevilla en Zaragoza. Die laatste stad stond bekend om zijn grote anarchistische aanhang. Het kwam echter ook voor dat nationalistisch gezinde steden in handen van de republikeinen bleven. Dit gebeurde met Santander, dat als badplaats veel inwoners uit de midden- en bovenklasse.

## Rooms-Katholieke Kerk

Vaticaanstad

De katholieke kerk was een van de essentiële binding van de nationalistische beweging die zichzelf vereenzelvigde met kruisvaarders en de reconquista. Op 1 juli 1937 publiceerde kardinaal Gomá een open brief aan alle bisschoppen in de wereld waarin werd opgeroepen om de nationalistische factie te steunen. De bisschop van Pamplona sprak over de nationalistische opstand als “de meeste verheven kruistocht in eeuwen (...) een kruistocht waarbij de goddelijke tussenkomst aan onze zijde evident is.” Het niet deelnemen aan de katholieke mis kon tijdens de burgeroorlog leiden tot executie door de nationalisten. Gedurende de Internationale Kunsttentoonstelling van 1937 in Parijs werd het Spaanse paviljoen gemaakt door de republiek, terwijl het Vaticaanse paviljoen de tentoonstelling van de Spaanse nationalisten huisvestte. Op 28 augustus 1937 werd de regering van Franco erkend door het Vaticaan als officiële regering van Spanje en was hiermee een van de eerste landen. Het Vaticaan riep alle katholieken op om niet de Spaanse republiek te steunen.
Na de burgeroorlog werden de privileges en eigendommen van de Katholieke Kerk hersteld. Burgerlijke huwelijken werden ongeldig verklaard en echtscheiding werd verboden. De kerk kreeg het onderwijs onder controle en mocht beslissen wat gecensureerd werd op cultureel en literair gebied. Ook kreeg de kerk een hoge subsidie van de overheid en daarnaast betaalde de overheid ook de lonen van de priesters. Franco verbood de openbare godsdienstuitoefening van de protestanten en het nationaalkatholicisme werd de staatsideologie.

## Buitenlandse steun

### Italië

Koninkrijk Italië.

De nationalisten werden gesteund door het fascistische Koninkrijk Italië van Benito Mussolini. Falange-leider José Antonio Primo de Rivera had een ontmoeting met Mussolini in 1933. Vanaf 1934 – dus voor de staatsgreep – stuurde Italië al geld en trainers naar de alfonsisten, carlisten en falangisten. Binnen een maand na de uitbraak van de Spaanse Burgeroorlog werden Italiaanse troepen en materieel gestuurd om de nationalisten te steunen. Tegen januari 1937 waren er 35.000 Italianen van de Corpo Truppe Volontaire in Spanje aanwezig. Deze contigent bestond uit vier divisies, namelijk Dio lo Vuolo (God Wil Het), Fiamme Nere (Zwarte Vlammen) en Penne Nere (Zwarte Veren) en de Littorio. De Littorio bestond uit beroepssoldaten en de andere drie divisies uit vrijwilligers. Italië steunde de nationalistische zijde ook met jachtvliegtuigen en bommenwerpers. Rond oktober 1937 waren er in totaal 50.000 Italiaanse soldaten en piloten aanwezig. Op haar hoogtepunt wordt de Italiaanse troepenmacht in de Spaanse Burgeroorlog op 60.000 manschappen geschat. Palma de Mallorca werd bezet door de Italianen die in twee dagen ongeveer 2.000 mannen, vrouwen en kinderen vermoordden. De Italiaanse steun aan de nationalisten werd door de Italiaanse regering in 1941 bekendgemaakt: 763 geleverde vliegtuigen, 7.668 gemotoriseerde voertuigen, 1.930 kanonnen, 10.135 machinegeweren, 240.747 kleine wapens en miljoenen patronen voor geweren en artillerie. Ook hadden er 91 Italiaanse marineschepen – inclusief onderzeeërs – meegedaan en 92 vrachtschepen. Het aantal Italiaanse bommenwerpers die door Italianen werden bestuurd werd hierin niet genoemd. Geschat wordt dat tijdens de burgeroorlog ongeveer 6.000 Italianen gestorven zijn die aan de nationalistische zijde vochten.

### Duitsland

Nazi-Duitsland

Op 22 juli 1936 vroegen de nationalisten aan de Duitse regering om Duitse vliegtuigen te sturen. Op 26 juli 1936 zegde Hitler steun toe. Nazi-Duitsland leverde wapens, voertuigen, specialisten en vliegtuigen aan de nationalisten. De Duitse luchtmacht zorgde voor een luchtbrug waarmee soldaten van Spaans-Marokko overgebracht werden naar het Spaanse vasteland. Op 6 november 1936 werd het Condor-Legioen gevormd met onder andere 48 bommenwerpers, 48 jachtvliegtuigen en 32 tanks. Op 18 november 1936 erkenden Duitsland en Italië de regering van Franco als het legitieme bewind van Spanje. Op het hoogtepunt waren er ongeveer 6000 tot 6500 Duitsers aanwezig in Spanje. Hitler probeerde de Duitse troepensterkte te verbergen en pas in juni 1939 kreeg het Condorlegioen een openlijk eerbetoon in Duitsland. De Duitse oorlogskosten was in totaal 500 miljoen rijksmark (toentertijd 200 miljoen Amerikaanse dollar), waarvan Franco ongeveer 375 miljoen rijksmark terugbetaalde. De Duitse regering zag deelname aan de Spaanse Burgeroorlog onder andere als een middel om de efficiëntie van het leger te testen. Tijdens de opmars door Aragón in de lente van 1938 werden verschillende dorpen en steden gebombardeerd door het Condorlegioen, waarna er foto’s werden gemaakt door Duitse officieren om de schade en de bompatronen vast te stellen ter verbetering van het bombarderen van woongebieden. Het bekendste bombardement van het Condor-legioen is het bombardement op Guernica.

### Portugal

Portugese Republiek

De Spaanse nationalistische factie werd vanaf het begin van de burgeroorlog gesteund door de Portugese regering van António de Oliveira Salazar. Portugal speelde een belangrijke rol bij de bevoorrading van de nationalistische troepen, mede omdat het de grens met Spanje nooit sloot. Portugal stond daarom ook wel bekend als de haven van Castilië. De directe militaire betrokkenheid van Portugal bleef beperkt tot het sturen van 8.000 tot 12.000 vrijwilligers. In 1938 werd het regime van Franco erkend door Portugal. Na de overwinning van Franco werd het Iberische Pact ondertekend.

### Andere buitenlandse steun
Naast bovengenoemde landen vochten er ook 1000 tot 2000 vrijwilligers uit Groot-Brittannië, Ierland, Frankrijk, Roemenië, België en het voormalige Russische Keizerrijk aan de kant van de Spaanse nationalisten.